# Des amis haut placés
Des amis haut placés (Friends in High Places, dans l'édition originale en anglais) est un roman policier américain de Donna Leon publié en 2000. C'est le 9e roman de la série mettant en scène le personnage de Guido Brunetti.

## Résumé
Dans "Des amis hauts placées", le Commissaire Guido Brunetti reçoit la visite de Franco Rossi, jeune employé de l'administration enquêtant sur l'absence de dossier d’autorisation pour la construction de son propre appartement, des années auparavant. Ce qui commence comme un mauvais rêve se poursuit par une enquête pour meurtre quand ce jeune employé est retrouvé mort après une chute d'un échafaudage. Brunetti découvre alors un vaste système de corruption et les morts s'accumulent.
De son côté, le vice-questeur Patta vit également très mal l’arrestation de son fils Roberto pour détention de drogue. Puis tout s’entremêle, compliquant le travail de Brunetti : la mort de l’étudiant en architecture Marco Landi, la découverte du couple d’usuriers Angelina et Massimo Volpato, les sombres affaires de l’ingénieur Dal Carlo et de sa secrétaire Loredana Dolfin, aristocrate trop amoureuse, ainsi que l’aide de son frère Giovanni Dolfin. 

## Éditions
Éditions originales en anglais
- (en) Donna Leon, Friends in High Places, Londres, William Heinemann, 6 avril 2000, 256 p. (ISBN 978-0-434-00421-8) — Édition britannique

Éditions françaises
- Donna Leon (auteur) et William Olivier Desmond (traducteur), Des amis haut placés [« Friends in High Places »], Paris, Calmann-Lévy, coll. « Calmann-Lévy crime », 21 janvier 2003, 274 p. (ISBN 978-2-7021-3353-8, BNF 38937942)
- Donna Leon (auteur) et William Olivier Desmond (traducteur), Des amis haut placés [« Friends in High Places »], Paris, Seuil, coll. « Points policier » (no 1225), 27 mai 2004, 274 p. (ISBN 978-2-02-059343-4, BNF 39195509)

## Adaptation télévisée
Le roman a fait l'objet d'une adaptation pour la télévision, en 2003, sous le même titre français (titre allemand original : Feine Freunde), dans le cadre de la série Commissaire Brunetti dans une réalisation de Sigi Rothemund, produite par le réseau ARD et initialement diffusée le 31 octobre 2003.